# Schedt Károly
Schedt Károly (Székesfehérvár, 1807. november 3. – Etyek, 1873. november 16.) magyar római katolikus pap.

## Élete
1830. november 11-én szentelték pappá, ami után segédlelkészi kinevezést kapott. Első ismert papi állomáshelye a Pest vármegyei Solymár volt, ahol ő volt a helyi egyházközség történelmének első káplánja, Wenisch Ferenc plébános mellett. 1834-ig szolgált Solymáron, majd püspöki papnevelő-intézeti aligazgató és tanár, illetve szentszéki ülnök lett az egyházmegye székhelyén, Székesfehérvárott. 1844-től Etyekre kapott plébánosi kinevezést, ott érte a halál is majdnem három évtizeddel később, 1873. november 16-án.

## Művei
- Keresztjáró alkalmi egyházi beszéd az áldásról. Hirdette: a Székesfejérvári külvárosi templomban... 1841. pünkösd hó 17., Székesfehérvár.